# اورتا د سانت خوان
هرتا د سانت خئان (به اسپانیایی: Horta de Sant Joan) یک شهرستان در اسپانیا است که در Terra Alta واقع شده‌است.

## خصوصیات
هرتا د سانت خئان ۱۱۹ کیلومترمربع مساحت و ۱٬۳۰۷ نفر جمعیت دارد و ۵۴۲ متر بالاتر از سطح دریا واقع شده‌است.